# Gunnar Gíslason
Gunnar Gíslason (* 4. Januar 1961 in Akureyri) ist ein ehemaliger isländischer Fußballspieler, der während seiner Karriere in Island, Schweden und Norwegen, aber auch ein Jahr in Deutschland beim VfL Osnabrück spielte. Außerdem ist er 50-facher Nationalspieler.

## Laufbahn
Gunnar Gislason, der im defensiven Mittelfeld und in der Abwehr eingesetzt wurde, begann seine Fußballerlaufbahn beim isländischen Klub KA Akureyri. 1983 wechselte er zum VfL Osnabrück, in die 2. Bundesliga nach Deutschland. Dort kam er jedoch nicht zum Zuge, sondern absolvierte nur fünf Spiele. Ferner stieg die damals stark verjüngte Osnabrücker Mannschaft ab. Gislason wechselte daraufhin nach Island zurück, zu KR Reykjavík. Es folgte ein Wechsel nach Norwegen zum FK Moss. Dort gab er ebenfalls nur ein Gastspiel und ging schließlich zum schwedischen Verein BK Häcken. 1992 kehrte er wieder nach zum KR Reykjavík zurück, um dann nach einer Saison wieder zu BK Häcken zu wechseln. Dort beendete er 1993 seine Laufbahn.

## Nationalmannschaft
Gunnar bestritt zwischen 1982 und 1991 insgesamt 50 A-Länderspiele für sein Heimatland und schoss drei Tore.